# Béez
Der Béez ist ein Fluss in Frankreich, der im Département Pyrénées-Atlantiques in der Region Nouvelle-Aquitaine verläuft. Er entspringt unter dem Namen Baset in den Pyrenäen, östlich des Pic Durban, im Gemeindegebiet von Louvie-Juzon, entwässert generell Richtung Nord bis Nordost und mündet nach rund 24 Kilometern im Gemeindegebiet von Nay als linker Nebenfluss in den Gave de Pau.

## Orte am Fluss
(Reihenfolge in Fließrichtung)
- Bruges-Capbis-Mifaget
- Nay